# Bruce Lee: Quest of the Dragon
Bruce Lee: Quest of the Dragon est un jeu vidéo de type beat them all développé par Ronin Entertainment et édité par Vivendi Universal Games, sorti en 2002 sur Xbox.
Il met en scène l'acteur et artiste martial Bruce Lee.

## Accueil
- Jeux vidéo Magazine : 7/20[1]